# چاخ چاخ تپه
چاخ چاخ تپه مربوط به سدهٔ ۶ تا ۹ ه‍.ق است و در شهرستان زنجان، مسیر آغل بیک سفلی به روستای آغ بلاغ واقع شده و این اثر در تاریخ ۱۱ مهر ۱۳۵۶ با شمارهٔ ثبت ۱۴۵۱ به‌عنوان یکی از آثار ملی ایران به ثبت رسیده است.